# Humerobates cornutus
Humerobates cornutus är en kvalsterart som först beskrevs av Sellnick 1959.  Humerobates cornutus ingår i släktet Humerobates och familjen Humerobatidae. Inga underarter finns listade i Catalogue of Life.